# Centre autonome d'expérimentation sociale
Pour les articles homonymes, voir CAES.
 (novembre 2012).
Si vous disposez d'ouvrages ou d'articles de référence ou si vous connaissez des sites web de qualité traitant du thème abordé ici, merci de compléter l'article en donnant les références utiles à sa vérifiabilité et en les liant à la section « Notes et références ».

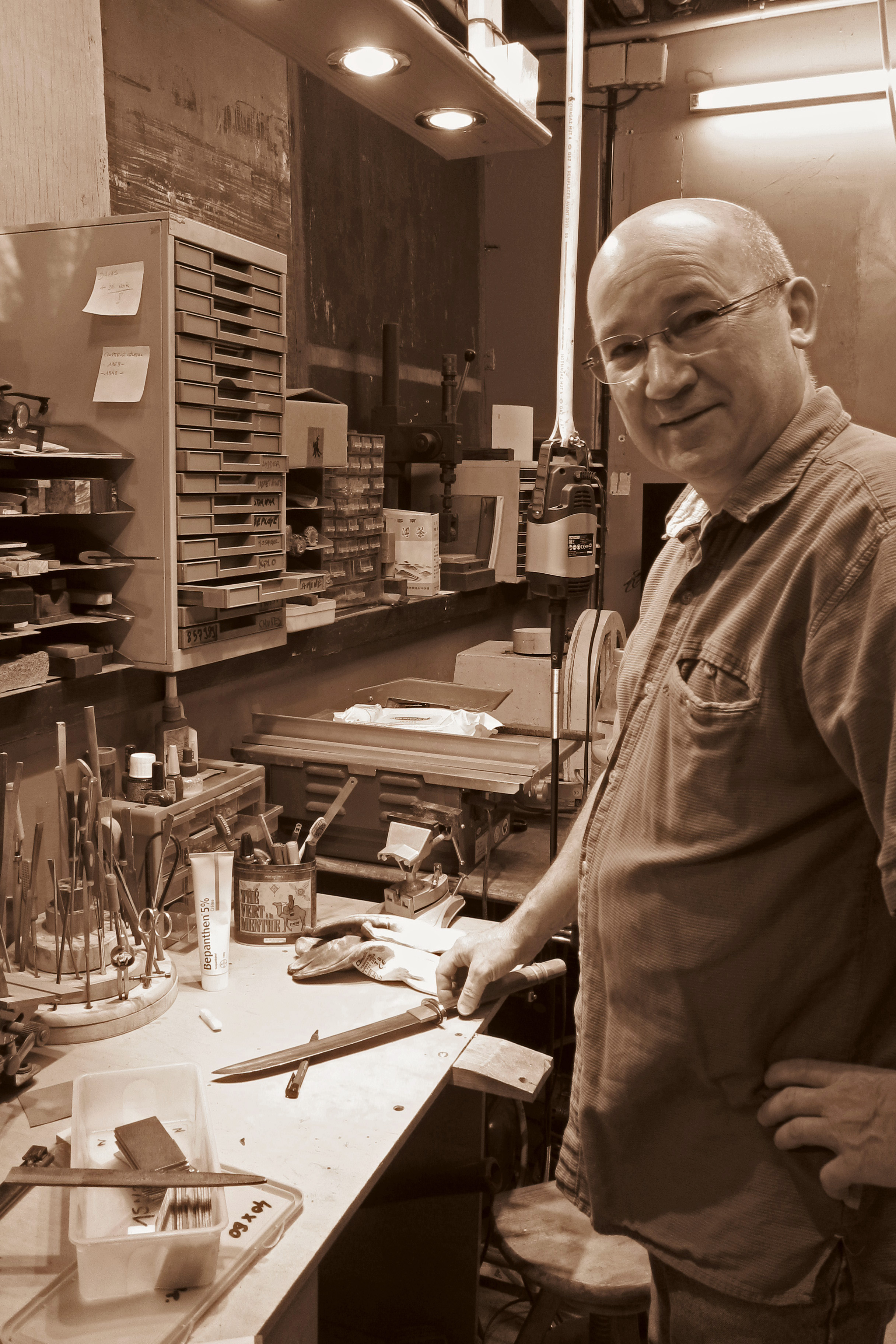
Le coutelier Claude Dubois dans son atelier (août 2012).

Le centre autonome d'expérimentation sociale (CAES), situé à Ris-Orangis (Essonne), est un des plus anciens squats artistiques en Île-de-France.

## Histoire
Le 10 juillet 1981 arrivent dans les locaux militaires désaffectés, les premiers occupants, les frères Perreau avec leurs amis de Vigneux. En juillet 1983, l'association CAES est créée. 
Au départ, l'idée est de vivre autrement dans la ville de manière autonome et alternative en mélangeant les genres (habitants, artisans, artistes) et les fonctions (espace de production artistique, artisanale, action culturelle et sociale). Toute la décennie 1980 a permis au CAES d'être « LE » lieu culturel en Essonne en accueillant de petites compagnies de cirque qui se développeront, Archaos, Gosh et Arts Sauts. Un des locaux, la Dame Bleue, fait partie des premiers label « cafés-musiques » du ministère de la Culture, en 1992.
Les années 1990 ont vu le CAES basculer d'une expérience sociale (au sens sociétale) à de l'intervention sociale, notamment avec de l'hébergement d'urgence.
Parallèlement, le site connait un changement qui correspond au changement de la société : l'individualisme, perte des repères utopiques, pragmatismes et fatigue tout simplement des membres fondateurs. En 1999, la plupart des membres historiques quittent le site, le nouveau gouvernement ne soutenant plus l'action du CAES et souhaitant fermer le lieu. Il ne sera sauvé que par l'intervention du maire de la ville, interpellé par des propositions de nouveaux projets déposés par un groupe formé d'anciens et de nouveaux Caessiens (École de la deuxième chance, Festival CAES avec Diam's, Sinik, Disiz la Peste, Festival des Arts etc.).
Parallèlement, c'est une période où le CAES devient le théâtre de faits-divers et un espace de non-droit, puisque la cinquantaine de plaintes portées à l'encontre de délinquants notoires ont été jugées irrecevables ou classées sans suite par le procureur de l'époque[réf. nécessaire]. Les artistes les plus découragés abandonnent peu à peu le site.
En 2002, la nouvelle équipe de Tifo Benyahia est mise en place et s'impose petit à petit. Une nouvelle structuration associative est établie qui transforme le lieu peu à peu en résidence et commence à élaborer un projet structurant à la faveur d'une volonté municipale : la création d'un éco-quartier sur les friches du bord de Seine (près de 20 ha). Le CAES négocie pour intégrer pleinement ce projet gage de pérennité de ses actions.
En 2004, un nouvel acteur entre dans le processus, l'Agence foncière et technique de la région parisienne (AFTRP). L'aménageur public devient l'opérateur de l'opération de renouvellement urbain ; le CAES entrant dans la ZAC.
En 2004, l'assemblée générale du CAES approuve à une large majorité l'intégration du CAES dans la ZAC et son repositionnement d'activité. Cette décision est confirmée en assemblée générale en décembre 2005 à l'unanimité moins une voix.
Entre-temps, les activités reprennent peu à peu : une salle d'exposition est ouverte en 2005, la salle Paulo (hommage à Paul Sevéhon) gérée par le CA et dédiée aux expositions, L'ex-Fun devenu [leFer] géré par la Cie GRT dédié à la résidence, en janvier 2006, aux soirées rock et performance et la Cave à Jam gérée par l'association Tempo en septembre 2006. Une saison est peu à peu établie ; la sociologie du lieu a changé et l'environnement aussi.
Malgré l'activité renaissante, il n'y a plus de dynamique en interne et il existe une vraie difficulté à faire vivre des projets artistiques qui rayonnent[Interprétation personnelle ?].
En février 2009, les usines Bertheau de Pierre Bertheau s'intéressent au site. Un accord est vite trouvé avec la ville : 
- réhabilitation en ateliers de la Tour brûlée et du pigeonnier ;
- réhabilitation de Babel en atelier-logement de type HLM ;
- réhabilitation du bâtiment tempo en café-musique.

En juin 2009, l'AFTRP informe les membres du CAES des futurs changements et notamment du départs de certains d'entre eux. En septembre 2009, il est décidé la réhabilitation d'une partie de la Malterie et d'une des halles Freyssinet dans les Docks.
En novembre 2009, l'aménageur envoie un courrier à l'ensemble des occupants leur demandant de libérer les lieux. Cela s'est accompagné d'une série de conflits interpersonnels et d'incertitude. Sous la présidence d'Abder Darik, le relogement est effectué dans la ville. Une relocalisation des activités des peintres est organisée. Une nouvelle structuration juridique est envisagée. Abder Darik comme Président hérite d'une dette de près de 250 000 euros sur les années d'une gestion de complaisance[Interprétation personnelle ?] ; la liquidation s'impose. EDF et Veolia transfèrent le contrat du CAES vers l'aménageur. Une nouvelle étape est à écrire celle du CAES2 - Les Docks de Ris.